# Sinfonía n.º 22 (Haydn)

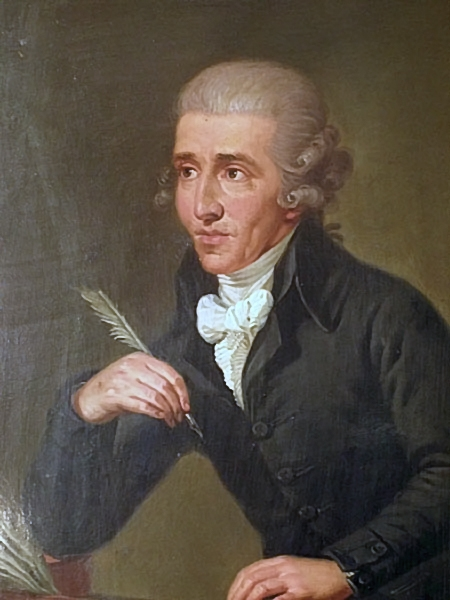
Haydn hacia 1770.

La Sinfonía n.º 22 en mi bemol mayor, Hob. I:22, subtitulada El filósofo o en alemán Der Philosoph, fue compuesta por Joseph Haydn en 1764. Entre las primeras sinfonías compuestas por Haynd, la n.º 22 es de las más tocadas.

## Historia
La producción sinfónica del maestro austríaco puede dividirse a grandes rasgos en tres bloques temporales: el primer bloque (1757-1761) se corresponde con su periodo al servicio del conde Carl von Morzin (n.º 1 - n.º 5); el segundo bloque en la corte Esterházy (1761-1790 pero con la última sinfonía para el público de Esterházy en 1781); y el tercer bloque (1782-1795) comprende las Sinfonías de París (n.º 82 - n.º 87) y las Sinfonías de Londres (n.º 93 - n.º 104). El 1 de mayo de 1761 el compositor firmó su contrato como vice-kapellmeister (más tarde kapellmeister) de la familia Esterházy, que nominalmente duró 48 años, hasta su muerte.
La composición de esta pieza se desarrolló en 1764. Se conserva el manuscrito autógrafo fechado en ese año. Por aquel entonces era asistente de Kapellmeister en la corte del príncipe Nicolás Esterházy. El subtítulo El filósofo (Der Philosoph) no fue asignado por el propio compositor, como suele ocurrir con todas las sinfonías de Haydn que poseen un nombre. Sin embargo, fue utilizado comúnmente durante su vida. Una fuente manuscrita en Módena, que data aproximadamente de 1790, lleva la inscripción Le Philosoph, un apodo que los editores modernos han decidido perpetuar. Se cree que el nombre deriva de la melodía y el contrapunto del primer movimiento (entre las cuerdas y el corno inglés), que hace alusión musicalmente a un pregunta seguida de una respuesta, asociado con el sistema escolástico de debate llamado disputatio. El uso en la pieza del efecto de un tic-tac apagado también recuerda la imagen de un filósofo pensando profundamente conforme pasa el tiempo. El apodo capta algo de la atmósfera reflexiva de la obra, pero se vuelve menos apropiado a medida que avanza la sinfonía y la seriedad deja paso a la alegría.

## Instrumentación
La partitura está escrita para una orquesta formada por:
- Viento madera: 2 cornos ingleses y 1 fagot (ad libitum).
- Viento metal: 2 trompas en mi bemol.
- Cuerda: una sección de cuerdas con 2 violines, viola, violonchelo y contrabajo.
- Teclado: clavecín como bajo continuo.

Al igual que otras sinfonías de esta época, está escrita para la pequeña orquesta (menos de veinte músicos) de la corte de la familia Esterházy. La orquestación se mantiene fiel a la convención de la época, salvo la inusual utilización de cornos ingleses en lugar del oboes, que venía siendo lo habitual en sus sinfonías anteriores. Esta preferencia ocasional por el color tonal del corno inglés se mantiene en la música del compositor hasta mediados de la década siguiente. Los oboístas de la orquesta de Esterházy en los años 1760 eran dos hermanos, Johann Georg Kapfer y Johann Michael Kapfer, que habían trabajado antes en Viena, donde bien podrían haber tocado en las numerosas óperas de Gluck en las que, además del oboe, interviene el corno inglés. Las trompas desempeñan un papel destacado en la sinfonía, salvo en el segundo movimiento; por eso el movimiento está en mi bemol mayor, dado que las trompas sin válvulas de esa época sonaban mejor cuando se tocaban como instrumentos afinados en mi bemol (esto es, con boquillas afinadas así).
En aquella época se solía emplear un fagot para amplificar la voz del bajo, incluso sin una notación separada. En cuanto a la participación del clavecín como bajo continuo en las sinfonías de Haydn existen diversas opiniones entre los estudiosos: James Webster se sitúa en contra; Hartmut Haenchen a favor; Jamie James en su artículo para The New York Times presenta diferentes posiciones por parte de Roy Goodman, Christopher Hogwood, H. C. Robbins Landon y James Webster. A partir de 2019 la mayor parte de las orquestas con instrumentos modernos no utiliza el clavecín como continuo. No obstante, existen grabaciones con clavecín en el bajo continuo realizadas por: Trevor Pinnock (Sturm und Drang Symphonies, Archiv, 1989-1990); Nikolaus Harnoncourt (n.º 6–8, Das Alte Werk, 1990); Sigiswald Kuijken (incluidas las Sinfonías de París y Londres; Virgin, 1988-1995); Roy Goodman (Ej. n.º 1-25, 70-78, 82-87; Hyperion, 2002).

## Estructura y análisis
La sinfonía consta de cuatro movimientos:
- I. Adagio, en mi bemol mayor 4
4
- II. Presto, en mi bemol mayor 4
4
- III. Menuet – Trio, en mi bemol mayor 3
4
- IV. Presto, en mi bemol mayor 6
8

La interpretación de esta obra dura aproximadamente entre 15 y 20 minutos. Presenta el mismo esquema de movimientos que la Sinfonía n.º 21, que fue escrita en el mismo año, pero tiene una sonoridad totalmente diferente. El sonido oscuro de los cornos ingleses unido al de las trompas en mi bemol produce un color distintivo en toda la pieza. Sigue la forma de la sonata da chiesa, aunque el lenguaje de la obra prefigura el desarrollo del sinfonismo clásico. Como ocurre en otras sinfonías tempranas de Haydn que siguen este tempo, todos los movimientos están en la misma tonalidad. Tres de ellos están escritos en forma sonata (el primero, el segundo y el cuarto) y el tercero restante es el acostumbrado minuetto y trío en forma ternaria. Es un buen ejemplo de una obra que tiende un puente entre los estilos barroco tardío y clásico temprano. En ella, Haydn emplea la forma de sonata da chiesa barroca (es decir, movimientos en un esquema lento-rápido-lento-rápido) al tiempo que hace uso de un lenguaje armónico y una estructura de frases característicamente clásicos.
Una segunda versión falsa de la sinfonía comienza con el Presto y omite el Adagio y los movimientos Menuet y Trío. En esta versión, un Andante, casi con toda seguridad no compuesto por Haydn, hace de puente entre el Presto y el Finale. Aunque muy conocida en vida del compositor, esta versión no puede considerarse auténtica.

### I.Adagio
El primer movimiento, Adagio, está escrito en la tonalidad de mi bemol mayor y en compás de 4/4. Su estructura representa un híbrido de la antigua forma ritornello y la emergente forma sonata clásica. La idea musical principal se desarrolla en el espíritu de un coral; esta idea es entonada primero por las trompas y contestada, en una rareza orquestal para la época, por los cornos ingleses. Este coral aparece en varias tonalidades diferentes a medida que avanza el movimiento, para volver finalmente a la tónica predominante en una especie de recapitulación. El movimiento se caracteriza además por una profusión de exquisiteces barrocas, y abundan las suspensiones y las secuencias. Es el movimiento más destacado y original de la sinfonía, se sirve de un tema dividido entre trompas y cornos ingleses sobre una línea de bajo tipo walking bass. El erudito H. C. Robbins Landon lo ha descrito como "sin duda uno de los conceptos más originales del settecento". La sonoridad distintiva de la pieza se despliega al máximo en el Adagio de apertura, donde los instrumentos de viento, marcados fortissimo, declaman un tema de movimiento lento sobre el paso firme de las cuerdas marcadas piano y los violines con sordini.

### II.Presto
El segundo movimiento, Presto, está también en mi bemol mayor y en compás de 4/4. Se trata de un movimiento de carácter humorístico y vivaz, que contrasta claramente con el introspectivo movimiento inicial.

### III.Menuet – Trio
El tercer movimiento, Menuet – Trio, está en mi bemol mayor y el compás es 3/4. El componente clásico de la sinfonía se acentúa con este movimiento en forma de minueto y trío, el primero algo lento y el segundo típicamente danzado.

### IV.Presto
El cuarto y último movimiento, Allegro molto, retoma la tonalidad inicial y el compás es 6/8. El intrigante Finale muestra el primer ejemplo del "final de caza" que luego se utilizaría en otras como la Sinfonía n.º 65 y la n.º 73 "La Chasse". Haydn utiliza un galopante compás de 6/8 y llamadas de caza en la trompa y el corno inglés. Aunque para los oyentes de hoy en día pueda resultar anodina, según Johnston la incorporación de música de caza a una sinfonía seguramente sorprendió al público de la década de 1760.